# José Arias (zapaśnik)
José Arias – kolumbijski zapaśnik walczący w obu stylach. Zdobył srebrny medal na igrzyskach igrzysk Ameryki Środkowej i Karaibów w 1986 i brązowy na igrzyskach boliwaryjskich w 1981 i 1985 roku.